# Seseli alboalatum
Seseli alboalatum är en växtart i släktet säfferötter (Seseli) och familjen flockblommiga växter.
Arten förekommer på högplatån Chota Nagpur i Indien. Den beskrevs först som Ligusticum alboalatum av Henry Haselfoot Haines 1920, och fick sitt nu gällande namn av Michail Pimenov och Jevgenij Kljujkov 2002.